# Campeonato FIBA Américas Femenino de 2011
El Campeonato FIBA Américas Femenino de 2011 de baloncesto, también conocido como el Preolímpico de Neiva 2011 se llevó a cabo en Neiva, Colombia, desde el 24 de septiembre al 1 de octubre de 2011 y fue el torneo clasificatorio del continente para los Juegos Olímpicos de Londres 2012.
Para este torneo clasificaron los cuatro mejores países del Campeonato Sudamericano Femenino de Baloncesto disputado en Santiago de Chile, cuatro países del Centrobasket Femenino, Canadá por parte de América del Norte y la selección local de Colombia. Por otra parte, Estados Unidos clasificó automáticamente a los Juegos Olímpicos por ser campeona del mundo en la disciplina y no participó en este certamen.
La selección de Brasil resultó campeona y consiguió pasaje directo a Londres 2012, mientras que Argentina y Canadá accedieron al Torneo Preolímpico.

## Clasificación
Nueve equipos clasificaron a través de los torneos preliminares realizados en sus respectivas zonas, los equipos de Centroamérica a través del Centrobasket 2010 y los sudamericanos mediante el Sudamericano 2010.
| Zona Norteamericana | Centrobasket                    | Sudamericano de Baloncesto                                         |
| ------------------- | ------------------------------- | ------------------------------------------------------------------ |
| Canadá              | Cuba Jamaica Puerto Rico México | Brasil (campeón defensor) Argentina Chile Colombia (sede) Paraguay |

## Formato de competición
Fase de grupos.
Las diez selecciones se dividen en dos grupos (A y B)  de cinco participantes cada uno determinados por sorteo. Los equipos juegan dentro del grupo en un sistema de todos contra todos. Una vez concluidas las cinco jornadas de partidos, los dos primeros equipos de cada grupo avanzan a las Semifinales, mientras que los tres últimos quedan eliminados.  
Segunda fase.
En "semifinales" se jugaran dos partidos de eliminación directa donde el que pierde juega por la medalla de Bronce y el que gana juega la Final Por la Medalla de Oro. El seleccionado campeón clasifica automáticamente a Londres 2012, mientras que los finalistas y la tercera mejor selección acceden al Torneo Preolímpico.

### Grupos
| Grupo A     | Grupo B  |
| ----------- | -------- |
| Argentina   | Brasil   |
| Chile       | Canadá   |
| Colombia    | México   |
| Cuba        | Jamaica  |
| Puerto Rico | Paraguay |

## Primera fase

### Grupo A
| Pos. | Equipo      | Pts | PJ | PG | PP | PF  | PC  | Dif |
| ---- | ----------- | --- | -- | -- | -- | --- | --- | --- |
| 1.   | Argentina   | 8   | 4  | 4  | 0  | 277 | 215 | +62 |
| 2.   | Cuba        | 7   | 4  | 3  | 1  | 263 | 222 | +41 |
| 3.   | Puerto Rico | 6   | 4  | 2  | 2  | 243 | 228 | +15 |
| 4.   | Colombia    | 5   | 4  | 1  | 3  | 225 | 259 | -34 |
| 5.   | Chile       | 4   | 4  | 0  | 4  | 191 | 275 | -84 |

|  | Clasificado a la siguiente fase del torneo. |

Los horarios corresponde al huso horario de Neiva, UTC -5.
| 24 de septiembre, 14:30 | Puerto Rico                                              | 50–67                | Cuba                                                        |  |  |
|                         | Parciales: 15 - 19, 12 - 7, 14 - 23, 9 - 18              |                      |                                                             |  |  |
|                         | Estadísticas C. Valentín 15 J. Sepúlveda 3 C. Valentín 1 | Reporte Pts Reb Asts | Estadísticas 14 Gélis González 9 C. Noblet 6 Gélis González |  |  |

| 24 de septiembre, 21:15 | Chile                                                                   | 50–69                | Colombia                                             |  |  |
|                         | Parciales: 15 - 13, 9 - 19, 11 - 20, 15 - 17                            |                      |                                                      |  |  |
|                         | Estadísticas J. Novion Castillo 19 J. Novion Castillo 10 D. Del Canto 2 | Reporte Pts Reb Asts | Estadísticas 19 T. Mosquera 8 T. Mosquera 6 E. Valek |  |  |

| 25 de septiembre, 19:00 | Argentina                                          | 80–50                | Chile                                                                        |  |  |
|                         | Parciales: 10 - 13, 25 - 8, 27 - 15, 18 - 14       |                      |                                                                              |  |  |
|                         | Estadísticas E. Sánchez 15 S. Pavón 7 O. Santana 3 | Reporte Pts Reb Asts | Estadísticas 15 J. Novion Castillo 5 J. Novion Castillo 4 J. Novion Castillo |  |  |

| 25 de septiembre, 21:15 | Colombia                                              | 46–68                | Puerto Rico                                                     |  |  |
|                         | Parciales: 4 - 20, 22 - 16, 11 - 17, 9 - 15           |                      |                                                                 |  |  |
|                         | Estadísticas E. Valek 13 L. Torres Ayala 7 E. Valek 8 | Reporte Pts Reb Asts | Estadísticas 24 C. Valentín 7 J. Sepúlveda 5 C. Cortijo Sánchez |  |  |

| 26 de septiembre, 19:00 | Puerto Rico                                                      | 61–66                | Argentina                                         |  |  |
|                         | Parciales: 25 - 15, 10 - 14, 19 - 20, 7 - 17                     |                      |                                                   |  |  |
|                         | Estadísticas J. Sepúlveda 15 J. Sepúlveda 6 C. Cortijo Sánchez 4 | Reporte Pts Reb Asts | Estadísticas 27 E. Sánchez 9 A. Burani 4 S. Pavón |  |  |

| 26 de septiembre, 21:15 | Cuba                                                         | 75–65                | Colombia                                        |  |  |
|                         | Parciales: 15 - 15, 16 - 16, 22 - 19, 22 - 15                |                      |                                                 |  |  |
|                         | Estadísticas Gélis González 22 M. Cepeda 10 Gélis González 5 | Reporte Pts Reb Asts | Estadísticas 22 E. Valek 11 E. Valek 6 E. Valek |  |  |

| 27 de septiembre, 19:00 | Chile                                                               | 49–64                | Puerto Rico                                         |  |  |
|                         | Parciales: 19 - 19, 5 - 12, 16 - 22, 9 - 11                         |                      |                                                     |  |  |
|                         | Estadísticas J. Novion Castillo 22 M. Gamboa Lastra 6 D. Troncoso 2 | Reporte Pts Reb Asts | Estadísticas 13 M. Plácido 7 J. Yolanda 5 P. Rosado |  |  |

| 27 de septiembre, 21:15 | Argentina                                        | 65–59                | Cuba                                                         |  |  |
|                         | Parciales: 14 - 13, 15 - 17, 11 - 17, 25 - 12    |                      |                                                              |  |  |
|                         | Estadísticas M. Cava 18 S. Pavón 7 D. González 2 | Reporte Pts Reb Asts | Estadísticas 11 Gélis González 10 M. Cepeda 3 Gélis González |  |  |

| 28 de septiembre, 16:45 | Cuba                                                   | 62–42                | Chile                                                                        |  |  |
|                         | Parciales: 19 - 6, 17 - 16, 15 - 7, 11 - 13            |                      |                                                                              |  |  |
|                         | Estadísticas T. Fernádnez 13 M. Cepeda 12 L. Oquendo 2 | Reporte Pts Reb Asts | Estadísticas 19 J. Novion Castillo 5 J. Novion Castillo 5 J. Novion Castillo |  |  |

| 28 de septiembre, 21:15 | Colombia                                             | 45–66                | Argentina                                              |  |  |
|                         | Parciales: 11 - 16, 11 - 16, 8 - 20, 15 - 14         |                      |                                                        |  |  |
|                         | Estadísticas E. Valek 12 E. Díaz López 10 E. Valek 3 | Reporte Pts Reb Asts | Estadísticas 14 D. González 8 D. Cabrera 4 D. González |  |  |

### Grupo B
| Pos. | Equipo   | Pts | PJ | PG | PP | PF  | PC  | Dif  |
| ---- | -------- | --- | -- | -- | -- | --- | --- | ---- |
| 1.   | Brasil   | 8   | 4  | 4  | 0  | 334 | 184 | +150 |
| 2.   | Canadá   | 7   | 4  | 3  | 1  | 254 | 176 | +78  |
| 3.   | México   | 5   | 4  | 1  | 3  | 257 | 273 | -15  |
| 4.   | Jamaica  | 5   | 4  | 1  | 3  | 237 | 274 | -37  |
| 5.   | Paraguay | 5   | 4  | 1  | 3  | 175 | 350 | -175 |

|  | Clasificado a la siguiente fase del torneo. |

Los horarios corresponde al huso horario de Neiva, UTC -5.
| 24 de septiembre, 16:45 | Brasil                                                           | 117–34               | Paraguay                                                     |  |  |
|                         | Parciales: 28 - 5, 27 - 9, 35 - 7, 27 - 13                       |                      |                                                              |  |  |
|                         | Estadísticas Erika De Souza 18 Erika De Souza 8 Damiris Dantas 5 | Reporte Pts Reb Asts | Estadísticas 12 T. Insfran 4 M. Pérez López 1 M. Pérez López |  |  |

| 24 de septiembre, 19:00 | México                                                            | 45–72                | Canadá                                            |  |  |
|                         | Parciales: 4 - 19, 5 - 16, 16 - 12, 20 - 25                       |                      |                                                   |  |  |
|                         | Estadísticas E. Gómez Lozada 18 E. Gómez Lozada 8 García Espino 2 | Reporte Pts Reb Asts | Estadísticas 15 K. Keane 5 K. Keane 3 S. Thorburn |  |  |

| 25 de septiembre, 14:30 | Jamaica                                              | 69–64                | México                                           |  |  |
|                         | Parciales: 20 - 9, 17 - 26, 18 - 18, 14 - 11         |                      |                                                  |  |  |
|                         | Estadísticas V. Gidden 28 S. Edwards 12 S. Edwards 3 | Reporte Pts Reb Asts | Estadísticas 21 E. Gómez 7 E. Gómez 3 T. Ramírez |  |  |

| 25 de septiembre, 16:45 | Canadá                                            | 39–56                | Brasil                                                            |  |  |
|                         | Parciales: 8 - 8, 12 - 15, 9 - 23, 10 - 10        |                      |                                                                   |  |  |
|                         | Estadísticas M. Ayim 10 T. Tatham 5 T. Gabriele 3 | Reporte Pts Reb Asts | Estadísticas 13 Damiris Dantas 11 Damiris Dantas 2 Erika De Souza |  |  |

| 26 de septiembre, 14:30 | Paraguay                                                    | 26–77                | Canadá                                             |  |  |
|                         | Parciales: 6 - 22, 11 - 20, 5 - 19, 4 - 16                  |                      |                                                    |  |  |
|                         | Estadísticas I. Peña Valdéz 7 R. Insfran 7 M. Pérez López 2 | Reporte Pts Reb Asts | Estadísticas 15 K. Keane 8 T. Tatham 5 T. Gabriele |  |  |

| 26 de septiembre, 16:45 | Brasil                                                                 | 73–50                | Jamaica                                            |  |  |
|                         | Parciales: 22 - 13, 16 - 12, 18 - 9, 17 - 16                           |                      |                                                    |  |  |
|                         | Estadísticas Erika De Souza 19 Erika De Souza 7 Adriana Moises Pinto 7 | Reporte Pts Reb Asts | Estadísticas 23 V. Gidden 10 V. Gidden 2 V. Gidden |  |  |

| 27 de septiembre, 14:30 | Jamaica                                           | 69–71                | Paraguay                                                            |  |  |
|                         | Parciales: 10 - 21, 20 - 15, 21 - 19, 18 - 16     |                      |                                                                     |  |  |
|                         | Estadísticas N. Louden 24 V. Gidden 9 V. Gidden 1 | Reporte Pts Reb Asts | Estadísticas 21 M. Caraves Pérez 5 I. Peña Valdéz 3 J. Ghiringhelli |  |  |

| 27 de septiembre, 16:45 | México                                            | 61–88                | Brasil                                                                 |  |  |
|                         | Parciales: 11 - 24, 13 - 21, 13 - 20, 24 - 23     |                      |                                                                        |  |  |
|                         | Estadísticas A. Castro 17 A. Castro 8 A. Castro 4 | Reporte Pts Reb Asts | Estadísticas 22 Erika De Souza 6 Damiris Dantas 4 Adriana Moises Pinto |  |  |

| 28 de septiembre, 14:30 | Paraguay                                                              | 44–87                | México                                                                     |  |  |
|                         | Parciales: 4 - 16, 13 - 24, 16 - 28, 11 - 19                          |                      |                                                                            |  |  |
|                         | Estadísticas T. Insfran González 12 L. Fernández 10 J. Ghiringhelli 4 | Reporte Pts Reb Asts | Estadísticas 21 B. Silva Rodríguez 12 E. Gómez Lozada 6 T. Ramírez Morales |  |  |

| 28 de septiembre, 19:00 | Canadá                                                 | 66–49                | Jamaica                                             |  |  |
|                         | Parciales: 15 - 13, 18 - 12, 17 - 9, 16 - 15           |                      |                                                     |  |  |
|                         | Estadísticas K. Gaucher 13 T. Gabriele 7 T. Gabriele 4 | Reporte Pts Reb Asts | Estadísticas 22 N. Louden 4 C. Mitchell 2 V. Gidden |  |  |

## Segunda fase
|  | Semifinales      | Semifinales      |    |        | Final        | Final        |  |
|  | 30 de septiembre | 30 de septiembre |    |        | 1 de octubre | 1 de octubre |  |
|  |                  |                  |    |        |              |              |  |
|  |                  |                  |    |        |              |              |  |
|  | Argentina        | 61               |    |        |              |              |  |
|  | Canadá           | 59               |    |        |              |              |  |
|  |                  |                  |    |        |              |              |  |
|  |                  |                  |    |        |              |              |  |
|  |                  |                  |    |        | Argentina    | 33           |  |
|  |                  | Brasil           | 74 |        |              |              |  |
|  |                  |                  |    |        |              |              |  |
|  |                  |                  |    |        |              |              |  |
|  |                  |                  |    |        | Tercer lugar |              |  |
|  |                  |                  |    |        |              |              |  |
|  | Brasil           | 66               |    | Canadá | 59           |              |  |
|  | Cuba             | 53               |    |        | Cuba         | 46           |  |

### Semifinales
| 30 de septiembre, 18:00 (UTC-5) | Argentina                                             | 61–59                | Canadá                                               |  |  |
|                                 | Parciales: 23 - 10, 13 - 18, 7 - 12, 18 - 19          |                      |                                                      |  |  |
|                                 | Estadísticas P. Reggiardo 18 E. Sánchez 10 S. Pavón 3 | Reporte Pts Reb Asts | Estadísticas 14 A. Chelsea 7 L. Murphy 6 S. Thorburn |  |  |

| 30 de septiembre, 20:15 (UTC-5) | Brasil                                                                         | 66–53                | Cuba                                                                  |  |  |
|                                 | Parciales: 24 - 16, 14 - 10, 14 - 15, 14 - 12                                  |                      |                                                                       |  |  |
|                                 | Estadísticas Erika De Souza 20 Adriana Moises Pinto 13 Adriana Moises Pinto 12 | Reporte Pts Reb Asts | Estadísticas 16 Yamara Amargo 5 O. Gélis González 2 O. Gélis González |  |  |

### Tercer puesto
| 1 de octubre, 18:00 (UTC-5) | Canadá                                                | 59–49                | Cuba                                                                 |  |  |
|                             | Parciales: 13 - 8, 11 - 11, 19 - 11, 16 - 16          |                      |                                                                      |  |  |
|                             | Estadísticas K. Gaucher 13 K. Gaucher 6 S. Thorburn 4 | Reporte Pts Reb Asts | Estadísticas 16 C. Noblet Salazar 5 C. Noblet Salazar 1 T. Fernández |  |  |

### Final
| 1 de octubre, 20:15 (UTC-5) | Argentina                                           | 33–74                | Brasil                                                            |  |  |
|                             | Parciales: 4 - 16, 7 - 17, 8 - 26, 14 - 15          |                      |                                                                   |  |  |
|                             | Estadísticas E. Sánchez 12 E. Sánchez 11 S. Pavón 1 | Reporte Pts Reb Asts | Estadísticas 13 Erika De Souza 16 Erika De Souza 3 Erika De Souza |  |  |

Brasil

Campeón

Quinto título

## Estadísticas
| Máximos anotadores | Máximos anotadores | Máximos anotadores | Máximos anotadores |
| Jugador            | Anotaciones        | PJ                 |                    |
| ------------------ | ------------------ | ------------------ | ------------------ |
| Erika De Souza     | 97                 | 6                  |                    |
| Erica Sánchez      | 86                 | 6                  |                    |
| Javiera Novión     | 75                 | 4                  |                    |
| Nicole Louden      | 75                 | 4                  |                    |

| Más rebotes    | Más rebotes | Más rebotes | Más rebotes |
| Jugador        | Reb         | PJ          |             |
| -------------- | ----------- | ----------- | ----------- |
| Erika de Souza | 48          | 6           |             |
| Marlen Cepeda  | 47          | 6           |             |
| Clenia Noblet  | 24          | 6           |             |
| Erica Sánchez  | 37          | 6           |             |

| Más asistencias      | Más asistencias | Más asistencias | Más asistencias |
| Jugador              | as              | PJ              |                 |
| -------------------- | --------------- | --------------- | --------------- |
| Adriana Moises Pinto | 31              | 6               |                 |
| Erika Valek          | 23              | 4               |                 |
| Shona Thoburn        | 20              | 6               |                 |
| Oyanaisy Gélis       | 18              | 6               |                 |

## Clasificados a Londres 2012
Clasificadas al Torneo de manera directa
| Brasil |

Clasificadas al Torneo Preolímpico
| Argentina | Canadá |